# Cello rock

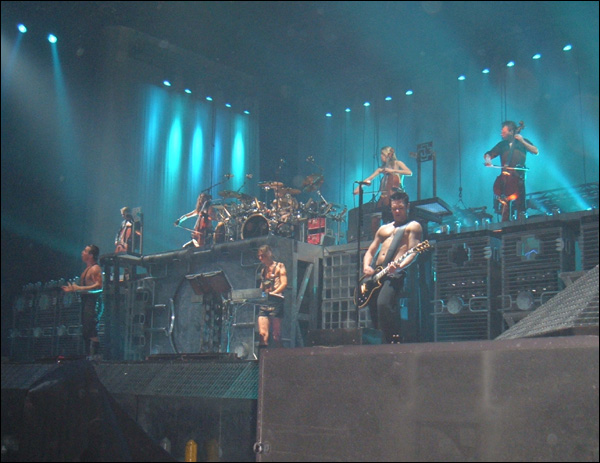
Apocalyptica doprovázející Rammstein na koncertě.

Cello rock a cello metal jsou podstyly rocku, resp. heavy metalu, vyznačující se především používáním violoncella a dalších smyčcových nástrojů (především houslí a violy) jako hlavních nástrojů. Tyto pak kombinují s tradičními rockovými nástroji – elektrickou kytarou, baskytarou a bicími. Violoncella, která jsou obvykle ve skupinách po třech nebo po čtyřech, se používají k vytvoření rockové a metalové hudby, ale za tradičního zvuku violoncella. Již v 70. letech se objevila britská kapela Electric Light Orchestra, která používala dvě až tři violoncella.
Mezi průkopníky cello rocku/metalu patřily v devadesátých letech 20. století kapely Rasputina z New Yorku (vznik 1992) a finská kapela Apocalyptica (vznik 1993). Kapela Rasputina byla od začátku vedena cellistkou Melorou Creagerovou, Apocalyptica se nejvíce proslavila cello rockovými covery písní skupiny Metallica. V roce 1997 byla v Německu založena kapela Coppelius, kde má kromě cella zastoupení i klarinet.
Po roce 2000 vzniklo několik dalších cello rockových kapel, především ve Spojených státech, kde navázaly na to, co začala kapela Rasputina. Nejznámější jsou Murder by Death (2000), Primitivity (2000), Judgement Day (2002), Break of Reality (2003), The 440 Alliance (2004) a The Loneliest Monk (2008).
V Evropě dále vznikly další kapely, např. lotyšská Melo-M, finská skupina Orbis Metallum a chorvatské duo 2Cellos. Cello rockové kapely vznikly i v Česku, mezi české kapely patří Hyperion, The Swan, Čellisti, Clawed Forehead, The Eclipse a ARRHYTHMIA.